# Rob Webber
Robert William Webber (York, 1º agosto 1986) è un allenatore ed ex giocatore di rugby a 15 che rappresentò l'Inghilterra a livello internazionale tra il 2012 e il 2015 nel ruolo di tallonatore.

## Biografia
Esordiente nel rugby di primo livello nelle file del Leeds Tykes in Challenge Cup 2004-05, fu dopo una sola stagione al London Wasps.
Inizialmente terza ala, evolvette come tallonatore con il club londinese, col quale si laureò campione d'Europa nel 2007 e d'Inghilterra nel 2008; nel 2009 divenne capitano del Wasps.
Dopo 7 anni a Londra, nel 2012 firmò un triennale per Bath.
In quello stesso anno debuttò per l'Inghilterra, dopo che due anni prima aveva giocato in incontri senza valore di test in occasione del tour inglese in Nuova Zelanda; fu anche selezionato per la squadra che prese parte alla Coppa del Mondo 2015 che l'Inghilterra disputò in casa.
Nel 2016 passò al Sale Sharks, in cui militò quattro anni prima del suo ritiro definitivo nel 2020 e il passaggio all'attività tecnica come allenatore del Jersey Reds.

## Palmarès
- Premiership: 1
London Wasps: 2007-08
- Heineken Cup: 1
London Wasps: 2006-07